# 크림히어로즈
크림히어로즈는 대한민국의 유튜브 채널이다. 주로 고양이 컨텐츠를 다룬다. 영상은 매주 화요일, 목요일, 토요일 오후 12시에 업데이트되며, 매주 일요일 9시에 라이브 방송을 진행하고 있으며, 카카오TV에도 영상을 송출하고 있다.
크림히어로즈는 구독자 수 100만을 넘어서면 받는 골드 플레이 버튼을 2018년 7월 18일 국내 유튜브 고양이 채널 중에서는 최초로 받았다. 2020년 12월 19일 기준으로 386만 명의 구독자를 보유하고 있고, 한국 유튜브 채널 중 61위에 올라있다. 
2021년 4월 9일 하리네 쉼터, 애옹일기 채널과 모종의 계약이있던것으로 보인다.

## 같이 보기
- 수리노을